# Anhima
Gli Anhima, inizialmente Dharma, sono un gruppo musicale italiano alternative rock formatosi a Firenze nel 1988 fondato da Daniele Tarchiani.
Il loro stile si ispira a gruppi come i R.E.M, gli U2 ed i Pearl Jam, Ad oggi hanno pubblicato 5 album in studio.

## Storia del gruppo

### Le origini ed il primo album:Dharma   [1988-1992]
Nel 1988 a Firenze Daniele Tarchiani, cantante e chitarrista, ex batterista dei Soul Hunter, fonda i Dharma, ispirato al rock anglosassone e poi al grunge. La band si compone, oltre a Tarchiani, di: Walter Giovinetto (tastiere), Maurizio Speciale (basso), Pino Gulli (batteria), Lorenzo Piscopo (chitarra). Nel 1990 firmano un contratto discografico con la BMG Ariola che nel 1991 pubblica il loro album d'esordio, Dharma. Il disco è prodotto da Francesco Magnelli  (Litfiba, C.S.I, PGR) e dall'album vengono estratti due singoli: Monnalisa (cover di Ivan Graziani) e Siamo ancora vivi; entrambi i singoli entrano nelle classifiche dei network nazionali. Vengono girati due video: Monnalisa con la regia di Marzio Benelli e Siamo ancora vivi con la Troupe di Blob.
Nel luglio 1991 partecipano al Festival International Rock di Montréal, unica band italiana partecipante. L'anno seguente al Festival Rock Internazionale Le printemps di Bourges in Francia ed al Festival Internazionale Tranches d'Europe Express di Rouen. Alcuni loro brani vengono inseriti in compilation distribuite in Italia ed Europa. L'attività live si intensifica in Italia ed in Francia e si conclude con un doppio concerto a Parigi.

### La nascita degli Anhima:Toccato dal Fuoco  [1993-1997]
Tra il 1993 ed il 1994 la band cambia casa discografica e nome: nascono gli Anhima e vengono messi sotto contratto dalla Planet Records, label indipendente italiana. Leonardo Cavallo subentra a Maurizio Speciale al basso e le sonorità del grunge influenzano notevolmente il gruppo e l'album in uscita. Il produttore del nuovo disco è Gianni Maroccolo e le collaborazioni con i concittadini Litfiba non si limiteranno a questo: Piero Pelù scrive infatti come omaggio e segno d'amicizia il pezzo Vivo.
Nel 1995 esce l'album Toccato dal Fuoco, promosso con tre singoli: Dritto al cuore, Un salto nel buio e, per l'appunto, Vivo; per i primi due singoli vengono realizzati i videoclip che passano in rotazione sulle emittenti musicali (Videomusic su tutte). Il video di Dritto al cuore, ispirato alle atmosfere dei Soundgarden, è diretto dal regista Alex Orlowski, mentre Vivo viene ripreso in 16mm da Dario Tajetta durante un concerto al Palazzetto dello Sport di Firenze. Il disco riceve numerose recensioni positive da parte delle maggiori riviste musicali specializzate e da numerosi quotidiani ed i singoli ottengono moltissimi passaggi radiofonici.
Il tour successivo del 1996-1997 comprende 130 date in tutta Italia e partecipazioni ad importanti festival come il Sonoria festival di Milano, dove hanno aperto i concerti dei Faith no more, di Robert Plant, Andy Summers e Robby Krieger.
Il chitarrista dei Doors si unirà a Daniele Tarchiani in Jam Session ed inviterà la band a seguire il tour di Krieger per le rimanenti date - tour successivamente annullato per problemi di salute del chitarrista americano. Diverse sono anche le partecipazioni in televisione, come quelle al Roxy Bar di Red Ronnie, a Segnali di Fumo, Village, Match Music, Indies, Street Ball.

### Il terzo album:Impossibile Mutazione  [1998-2001]
Dopo una serie di cambi di formazione il gruppo si stabilizza con l'ingresso di Leonardo Martera alla batteria ed in seguito di Lamberto Piccini al basso. All'inizio del 1997 il gruppo registra un nuovo album con la coproduzione artistica di Daniele Tarchiani, ma dovette attendere quasi due anni prima della pubblicazione in seguito a problemi relativi al precedente contratto discografico ed alla successiva chiusura della Flying Records.
A metà marzo 1999 uscì per la SONY l'album Impossibile Mutazione  con la collaborazione con Sergio Taglioni, unita alle suggestioni della scena elettronica britannica capeggiata da Prodigy e Chemical Brothers porta ad un cambiamento nel suon o del gruppo, che rimane sempre rock, ma con contaminazioni elettroniche quasi esclusivamente percussive e sperimentazioni di carattere progressive del sintetizzatore.
Il primo singolo estratto dall'album è Impossibile mutazione ed il videoclip che ne segue viene diretto da Lorenzo Scoles. Scoles dirige anche il secondo video, Insetti,  presentato alla fine del '99 su Match Music durante uno special dedicato al gruppo; le riprese vengono effettuate a Firenze, durante l'esibizione del gruppo all'Anfiteatro delle Cascine agli inizi dell'estate. In questo periodo vengono scelti come testimonial per una campagna pubblicitaria per degli occhiali da sole che portano il loro nome.
Dopo l'uscita del terzo album la band toscana intraprende un tour in tutta Italia che si concluderà nel 2001 in Sardegna. L'attività del gruppo viene sospesa e i musicisti si dedicano a progetti diversi: Lorenzo Piscopo collabora con i Dirotta su Cuba, Leonardo Martera entra a far parte dei Planet Funk.

### La reunion ed il quarto disco:18anhima[2011 - 2014]
Nel 2011, dopo più di dieci, Daniele Tarchiani, spinto da Sergio Taglioni poco prima della sua scomparsa, decide di ricomporre la band. Con una formazione essenziale (voce, chitarra, basso, batteria), il gruppo entra in sala di registrazione per gettare le basi del quarto lavoro in studio. Con il nuovo chitarrista Matteo Montuschi, Lamberto Piccini al basso, Leonardo Martera alla batteria e Daniele Tarchiani alla voce, registrano 5 nuovi pezzi su del materiale che Tarchiani aveva raccolto e scritto negli ultimi anni di viaggi ed esperienze musicali: gli inediti vengono successivamente inseriti nella raccolta 18anhima pubblicata da Audioglobe nel 2013.
Le nuove canzoni risentono di influenze punk, hard rock, new wave e di musica orientale e l'impressione finale è che la band sia ritornata alle origini e si sia riavvicinata al sound di Seattle e dintorni, sicuramente anche grazie alla chitarra di Montuschi.
Pino Gulli torna alla batteria in tour con il gruppo dopo le esperienze con C.S.I., Diaframma e PGR

### Il nuovo lavoro:La Cruna dell'Ago[2015 - 2018]
Nel 2015 i quattro componenti entrano in studio per registrare il quinto album. Registrato in estate/autunno presso The Garage Studio in provincia di Arezzo da Fabrizio Simoncioni, prodotto da Simoncioni e Fabrizio Vanni sempre per The Garage, il disco inizia ad avviarsi verso la conclusione in Inverno, quando la band annuncia di aver girato il video per il primo singolo Tutto il mondo è paese. Ma l'uscita dell'ultimo lavoro slitta di qualche mese a causa di un altro gravissimo lutto che colpisce il gruppo: a fine gennaio muore il bassista Lamberto Piccini a soli 43 anni. È un colpo quasi definitivo per la band: Piccini, oltre ad essere ormai considerato membro storico è anche autore di uno dei nuovi brani dell'album, Umanoide Web. Anche come segno di rispetto per il lavoro dell'amico scomparso, gli Anhima decidono di continuare ed infine di presentare il disco in un concerto-tributo ad Empoli, città di Lamberto Piccini, il 28 aprile 2016. Tre giorni dopo esce il nuovo disco La Cruna dell'Ago ed in contemporanea il video di Tutto il mondo è paese, seguito da quelli di Accogli il dolore e Un cuore che vola.
L'anno successivo il cantante Daniele Tarchiani fa il suo debutto solista con l'album semiacustico Mr. Dan, dove rivisita anche 4 brani appartenenti al catalogo degli Anhima, fra cui il primo singolo Buon Natale Mr. Dan, seguito nel 2018 dal secondo singolo Risorgimi. Sempre nel 2018 Pino Gulli lascia la band per ritornare a suonare con i Diaframma, con Leonardo Martera che riprende il suo ruolo in seno agli Anhima.

### Toccato Dal Fuoco Redux
Nel 2019 Tarchiani e Martera iniziano le registrazioni di Toccato Dal Fuoco Redux, riedizione del fortunato disco del 1995, che prevede la reincisione integrale dei 12 brani della scaletta originale (più due inediti) con la partecipazione di artisti ospiti, fra cui i cantanti Edda (ex Ritmo Tribale), Wilco (Rats), Marco Cocci (Malfunk), Max Zanotti (Deasonika), Davide Catinari (Dorian Gray), il finalista di The Voice Timothy Cavicchini, l'ex Iena Cizco, Beppe Di Figlia, Alteria e Lisa Kant, dei chitarristi Finaz (Bandabardò), Giuseppe Scarpato, Saverio Lanza, Enrico Frisullo e Marco di Maggio, del bassista Matteo Giannetti (Max Gazzè), dei Litfiba presenti e passati Luca Martelli, Fabrizio Simoncioni e Francesco Magnelli e degli ex Anhima Pino Gulli, Walter Giovinetto e Lorenzo Piscopo, che avevano registrato l'album originale del 1995. Il disco, previsto per il 2020 in occasione dei 25 anni dalla pubblicazione di Toccato dal Fuoco, dopo essere stato rinviato per via della pandemia di Covid-19 viene finalmente pubblicato nel 2025.

## Discografia dei Dharma

### Album
- 1991 - Dharma

## Discografia degli Anhima

### Album
- 1995 - Toccato dal fuoco
- 1999 - Impossibile mutazione
- 2013 - 18Anhima (best of)
- 2016 - La cruna dell'ago
- 2025 - Toccato dal fuoco Redux

## Discografia Daniele Tarchiani

### Album
- 2017 - Mr. Dan

## Formazione

### Formazione attuale
- Daniele Tarchiani (1988-adesso) (voce)
- Marzio "Taz" Pinzauti (2019-adesso) (basso)
- Matteo Porcu (2025-adesso) (chitarra)
- Alessandro Melani (2025-adesso) (batteria)

### Ex componenti
- Pino Gulli (1988-1997; 2013-2018) (batteria)
- Walter Giovinetto (1988-2000) (tastiere)
- Maurizio Speciale (1988-1992) (basso)
- Lorenzo Piscopo (1991-2001) (chitarra)
- Alessandro Agnelli (1992-1993) (basso)
- Leonardo Cavallo (1993-1995) (basso)
- Francesco Bottai (1995-1996) (seconda chitarra)
- Lamberto Piccini (1996-2016) (basso)
- Gianluca Galletti (2000-2001; 2017-2018) (seconda chitarra)
- Francesco Robilotta (2011-2013) (tastiere)
- Valentino Berto (2016-2018) (basso)
- Matteo Montuschi (2010-2025) (chitarra)
- Leonardo Martera (1997-2001; 2010-2013; 2018-2025) (batteria)